# Варљиво јутро
„Варљиво јутро” је југословенски ТВ филм из 1962. године. Режирала га је Мирјана Самарџић а сценарио је написао Драгослав Грбић

## Улоге
| Глумац            | Улога |
| ----------------- | ----- |
| Љубомир Дидић     |       |
| Рахела Ферари     |       |
| Морис Леви        |       |
| Татјана Лукјанова |       |